# Aeropuerto Internacional de Calgary
El Aeropuerto Internacional de Calgary (del inglés: Calgary International Airport) (IATA: YYC, OACI: CYYC) calificado como YYC Calgary International Airport, es un aeropuerto internacional que sirve a la ciudad de Calgary, Alberta, Canadá. Se encuentra aproximadamente a 17 km (11 millas) al noreste del centro de la ciudad y cubre un área de 21.36 km² (8.25 millas cuadradas). Con 17.96 millones de pasajeros y 238,843 movimientos de aviones en 2019, Calgary es el aeropuerto más ocupado en Alberta y el cuarto más ocupado en Canadá por ambas medidas. Las industrias de petróleo y turismo de la región han ayudado a fomentar el crecimiento en el aeropuerto, que tiene vuelos sin escalas a una variedad de destinos en América del Norte y Central, Europa y Asia. Calgary sirve como la sede de WestJet y es un centro de conexiones para Air Canada.
Construido a fines de la década de 1930, el sitio ha crecido para albergar cuatro pistas, dos edificios de terminales con 5 salas para pasajeros, bodegas para el manejo de carga y otra infraestructura. La Autoridad del Aeropuerto de Calgary opera la propiedad mientras paga el alquiler al gobierno federal. Cerca del aeropuerto se encuentra la autopista Deerfoot Trail para el transporte a la ciudad, y el transporte público también sirve al aeropuerto.

## Infraestructura

### Terminales de pasajeros
El aeropuerto de Calgary alberga dos terminales, una para operaciones nacionales y otra para vuelos internacionales. La terminal nacional en sí posee tres salas denominadas A, B y C; la terminal internacional está compuesta por la Sala E para vuelos con destino a Estados Unidos y la Sala D para vuelos a otros países. Los pasajeros que viajan a los Estados Unidos pasan por la aduana y la inmigración antes de la salida en las instalaciones de predespacho de aduana.
La terminal internacional opera bajo un sistema de llamada a puerta en el cual los pasajeros esperan en un área principal de asientos y compras; luego proceden a la puerta una vez que se publica la información del vuelo. Las dos terminales están conectadas por pasarelas y una ruta separada para el servicio de YYC Link. Los empleados del aeropuerto transportan pasajeros en conexión a lo largo de este corredor en vehículos de diez asientos.
WestJet ha criticado el diseño de la terminal internacional, que se abrió en 2016. El director ejecutivo de la aerolínea declaró que la distancia entre las terminales era demasiado larga para conectar a los viajeros y que YYC Link era insuficiente para resolver este problema. Como resultado, WestJet tuvo que modificar sus horarios para permitir tiempo adicional para los pasajeros que transitan por Calgary. La Autoridad del Aeropuerto de Calgary respondió que no veía problemas con el proceso de conexión, aunque dijo que los pasajeros necesitarían algo de tiempo para adaptarse a las nuevas instalaciones.

### Pistas de aterrizaje
El aeropuerto de Calgary está equipado con cuatro pistas con las siguientes dimensiones:
- La pista 08/26 es de 6,200 pies × 150 pies (1,890 m × 46 m)
- La pista 29/11 es 8,000 pies × 200 pies (2,438 m × 61 m)
- La pista 17R/35L mide 12,675 pies × 200 pies (3,863 m × 61 m)
- La pista 17L/35R mide 14,000 pies × 200 pies (4,267 m × 61 m)

La pista más larga de Canadá en el momento de su apertura en 2014, la Pista 17L/35R fue construida para reducir la congestión y acomodar mejor a las aeronaves más grandes y pesadas: el peso de dichas aeronaves, combinado con la baja densidad del aire resultante de la alta elevación y las temperaturas del aeropuerto durante el verano, significa que se necesita una pista más larga para el despegue. La pista 17L/35R también tiene capas de concreto, un material más duradero que el asfalto que compone las otras tres pistas del aeropuerto.

### Carga
El aeropuerto ha asignado una gran cantidad de área para operaciones de carga, que incluye más de 280,000 m² (3,000,000 pies cuadrados) de espacio de almacén. Las compañías aéreas de carga como Cargolux hacen viajes regulares a Europa, Asia y otros destinos. En 2017, el aeropuerto de Calgary manejó un total de 147,000 toneladas de carga.

### Hoteles
El Aeropuerto Internacional de Calgary tiene dos hoteles ubicados en el lugar. El Calgary Airport Marriott In-Terminal Hotel es un hotel de 10 pisos y 318 habitaciones ubicado en la terminal internacional de pasajeros que abrió sus puertas el 1 de septiembre de 2016. El Delta Hotels by Marriott Calgary Airport In-Terminal está ubicado frente a Airport Road desde la terminal de pasajeros nacionales.

### Otras instalaciones
A 91 m (299 pies), la torre de control del tráfico aéreo del aeropuerto era la torre de control independiente más alta de Canadá desde su apertura en 2013; comparado con la torre anterior, tiene espacio para más controladores de tránsito aéreo y está situada más cerca del centro del aeropuerto, lo que brinda a los controladores mejores vistas del aeródromo. Mientras tanto, la sede de WestJet y su filial WestJet Encore se encuentran en el sitio.

## Aerolíneas y destinos

### Pasajeros
| Aerolíneas           | Destinos |
| -------------------- | --- |
| Air Canada           | Londres–Heathrow, Montreal–Trudeau, Newark, Ottawa, Toronto–Pearson, Vancouver |
| Air Canada Express   | Edmonton, Fort McMurray, Grande Prairie, Kelowna, Winnipeg |
| Air North            | Edmonton, Whitehorse |
| Alaska Airlines      | Seattle/Tacoma |
| American Airlines    | Dallas/Fort Worth Estacional: Charlotte, Chicago–O'Hare, Nueva York–LaGuardia |
| American Eagle       | Estacional: Chicago–O'Hare |
| Central Mountain Air | Prince George |
| Condor               | Estacional: Fráncfort |
| Delta Air Lines      | Mineápolis/St. Paul |
| Delta Connection     | Salt Lake City |
| Discover Airlines    | Fráncfort Estacional: Múnich |
| Edelweiss Air        | Estacional: Zúrich |
| Flair Airlines       | Abbotsford, Kelowna, Kitchener/Waterloo, Toronto–Pearson, Vancouver, Victoria, Winnipeg Estacional: Puerto Vallarta |
| KLM                  | Ámsterdam |
| Porter Airlines      | Hamilton (ON), Montreal–Trudeau, Ottawa, Toronto–Pearson |
| United Airlines      | Chicago–O'Hare, Denver, Houston–Intercontinental, San Francisco Estacional: Washington–Dulles |
| United Express       | Denver, San Francisco |
| WestJet              | Abbotsford, Atlanta, Boston, Cancún, Chicago–O'Hare, Ciudad de México, Comox, Edmonton, Fort Lauderdale, Halifax, Hamilton (ON), Honolulu, Houston–Intercontinental, Kahului, Kelowna, Kitchener/Waterloo, Las Vegas, Liberia (CR), Londres–Heathrow, London (ON), Los Ángeles, Moncton, Montreal–Trudeau, Nanaimo, Nueva York–JFK, Orange County, Orlando, Ottawa, Palm Springs, París–Charles de Gaulle, Phoenix–Sky Harbor, Puerto Vallarta, Punta Cana, Regina, San Diego, San Francisco, San José del Cabo, San Juan de Terranova, Saskatoon, Tampa, Tokio–Narita, Toronto–Pearson, Vancouver, Varadero, Victoria, Winnipeg, Yellowknife Estacional: Anchorage, Austin, Barcelona, Ciudad de Belice, Ciudad de Panamá–Tocumen (inicia el 13 de diciembre de 2025), Charlottetown, Cozumel (inicia el 20 de diciembre de 2025), Deer Lake, Denver, Detroit, Dublín, Edimburgo, Fredericton, Guadalajara (inicia el 7 de diciembre de 2025), Huatulco, Ixtapa/Zihuatanejo, Kailua–Kona, Loreto, Manzanillo, Mazatlán, Mineápolis/St. Paul, Montego Bay, Nashville, Nasáu, Puerto Plata (inicia el 14 de diciembre de 2025), Quebec, Raleigh/Durham, Reikiavik–Keflavík, Roma–Fiumicino, Seattle/Tacoma, Seúl–Incheon, Sudbury, Sydney (NS), Tepic (inicia el 13 de diciembre de 2025), Thunder Bay, Tulum, Washington–Dulles, Whitehorse, Windsor |
| WestJet Encore       | Abbotsford, Brandon, Comox, Cranbrook, Edmonton, Fort McMurray, Fort Saint John, Grande Prairie, Kamloops, Kelowna, Lethbridge, Medicine Hat, Nanaimo, Penticton, Prince George, Regina, Saskatoon, Seattle/Tacoma, Terrace/Kitimat, Victoria Estacional: Portland (OR), Yellowknife |

### Carga
| Aerolíneas              | Destinos                                                                            |
| ----------------------- | ----------------------------------------------------------------------------------- |
| Amazon Air              | Edmonton, Hamilton (ON), Vancouver                                                  |
| Cargojet Airways        | Cincinnati, Edmonton, Hamilton (ON), Iqaluit, Montreal–Mirabel, Vancouver, Winnipeg |
| Cargolux                | Luxemburgo, Seattle/Tacoma                                                          |
| Carson Air              | Kelowna, Vancouver                                                                  |
| DHL Aviation            | Cincinnati                                                                          |
| FedEx Express           | Memphis                                                                             |
| FedEx Feeder            | Edmonton, Regina, Saskatoon, Vancouver, Winnipeg                                    |
| Morningstar Air Express | Toronto–Pearson, Vancouver                                                          |
| UPS Airlines            | Sioux Falls                                                                         |
| WestJet Cargo           | Halifax, Los Ángeles, Toronto–Pearson, Vancouver                                    |

### Destinos nacionales

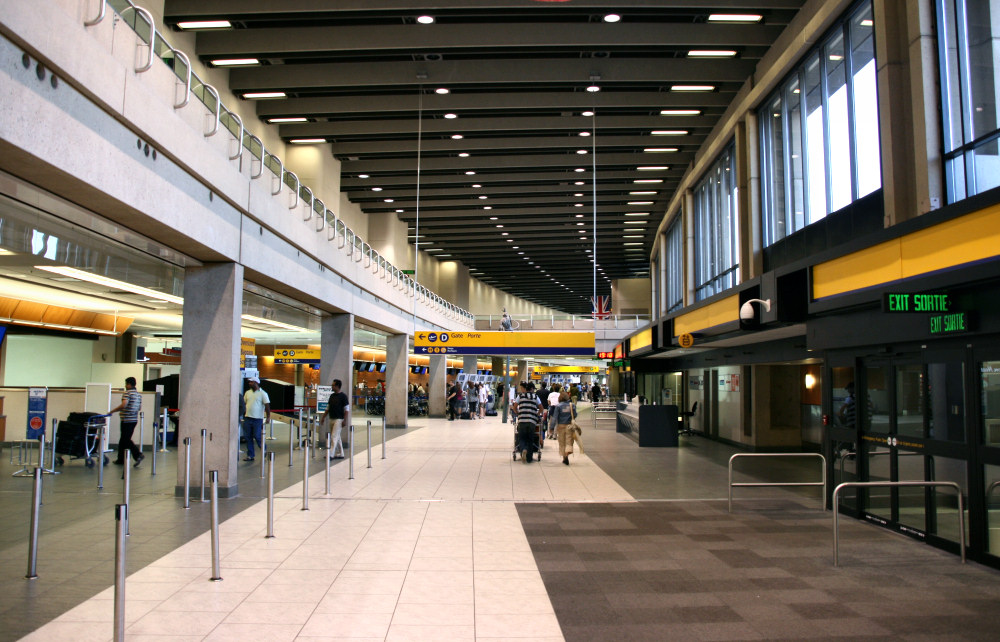
Dentro de la Terminal Nacional.

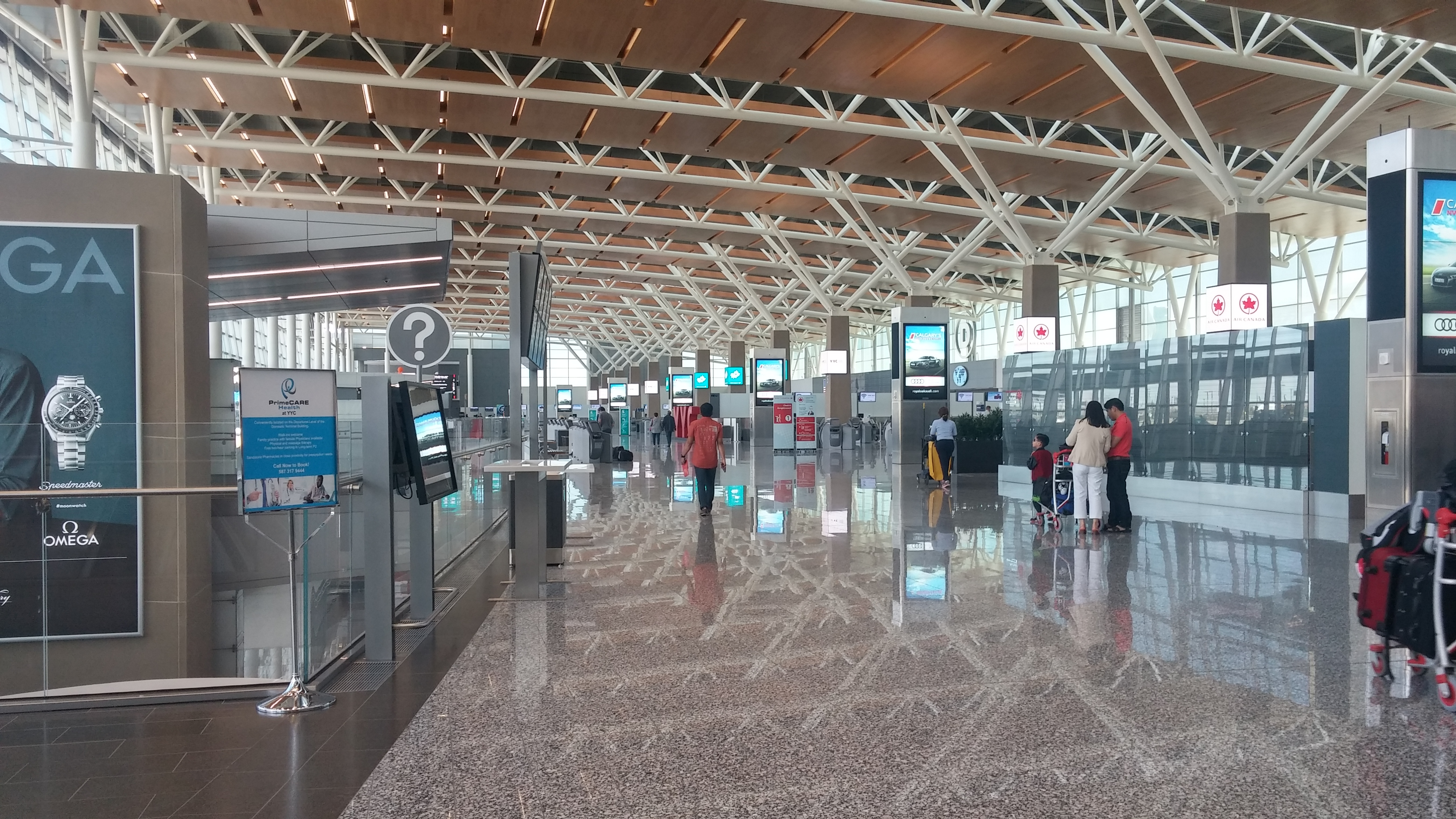
Dentro de la Terminal Internacional.

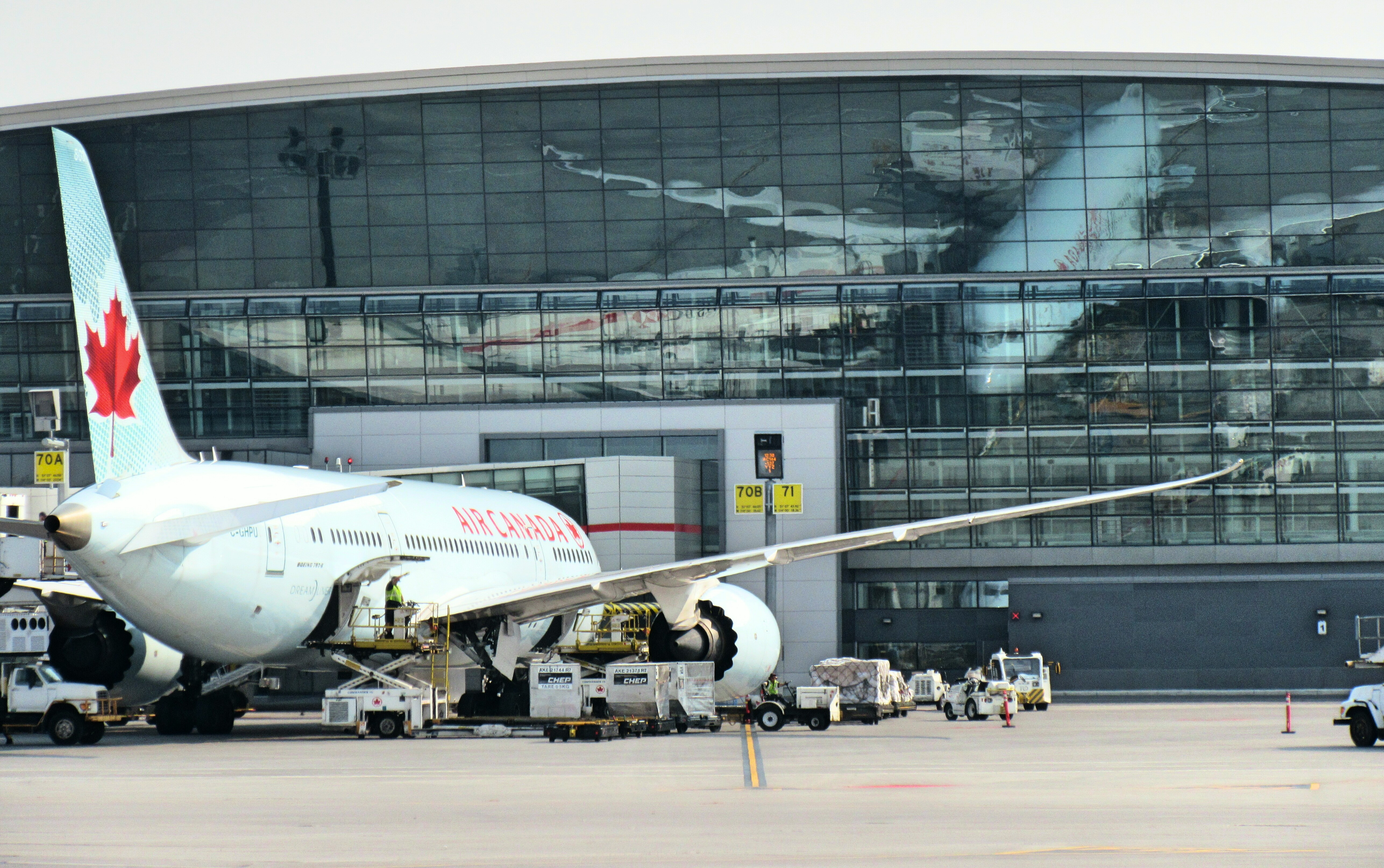
Sala D del Aeropuerto Internacional de Calgary.

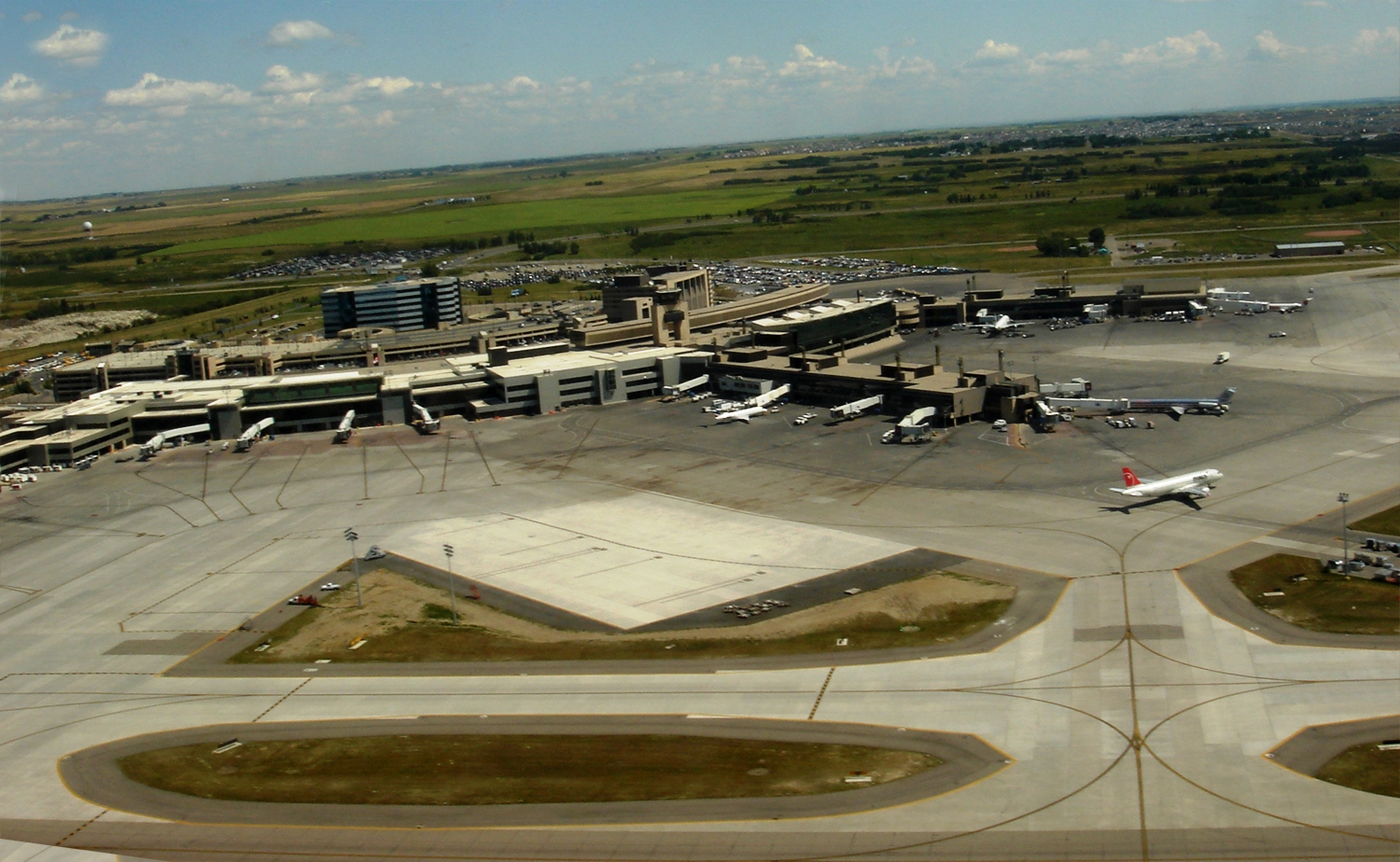
Vista aérea del aeropuerto.

Se brinda servicio a 39 ciudades dentro del país a cargo de 9 aerolíneas.
| Abbotsford (YXX)            | •  |   | • |   |                      | 2  |
| Brandon (YBR)               | •  |   |   |   |                      | 1  |
| Charlottetown (YYG)         | •  |   |   |   |                      | 1  |
| Comox (YQQ)                 | •  |   |   |   |                      | 1  |
| Cranbrook (YXC)             | •  |   |   |   |                      | 1  |
| Deer Lake (YVZ)             | •  |   |   |   |                      | 1  |
| Edmonton (YEG)              | •  | • |   |   | Air North            | 3  |
| Fort McMurray (YMM)         | •  | • |   |   |                      | 2  |
| Fort Saint John (YXJ)       | •  |   |   |   |                      | 1  |
| Fredericton (YFC)           | •  |   |   |   |                      | 1  |
| Grande Prairie (YQU)        | •  | • |   |   |                      | 2  |
| Halifax (YHZ)               | •  |   |   |   |                      | 1  |
| Hamilton (YHM)              | •  |   |   | • |                      | 2  |
| Kamloops (YKA)              | •  |   |   |   |                      | 1  |
| Kelowna (YLW)               | •  | • | • |   |                      | 3  |
| Lethbridge (YQL)            | •  |   |   |   |                      | 1  |
| London (YXU)                | •  |   |   |   |                      | 1  |
| Medicine Hat (YXH)          | •  |   |   |   |                      | 1  |
| Moncton (YQM)               | •  |   |   |   |                      | 1  |
| Montreal (YUL)              | •  | • |   | • |                      | 3  |
| Nanaimo (YCD)               | •  |   |   |   |                      | 1  |
| Ottawa (YOW)                | •  | • |   | • |                      | 3  |
| Penticton (YYF)             | •  |   |   |   |                      | 1  |
| Prince George (YXS)         | •  |   |   |   | Central Mountain Air | 2  |
| Quebec (YMB)                | •  |   |   |   |                      | 1  |
| Regina (YQR)                | •  |   |   |   |                      | 1  |
| San Juan de Terranova (YYT) | •  |   |   |   |                      | 1  |
| Saskatoon (YXE)             | •  |   |   |   |                      | 1  |
| Sudbury (YSB)               | •  |   |   |   |                      | 1  |
| Sydney (YQY)                | •  |   |   |   |                      | 1  |
| Terrace (YXT)               | •  |   |   |   |                      | 1  |
| Toronto (YYZ)               | •  | • | • | • |                      | 4  |
| Vancouver (YVR)             | •  | • | • |   |                      | 3  |
| Victoria (YYJ)              | •  |   | • |   |                      | 2  |
| Waterloo (YKF)              | •  |   | • |   |                      | 2  |
| Whitehorse (YXY)            | •  |   |   |   | Air North            | 2  |
| Windsor (YQG)               | •  |   |   |   |                      | 1  |
| Winnipeg (YWG)              | •  | • | • |   |                      | 3  |
| Yellowknife (YZF)           | •  |   |   |   |                      | 1  |
| Total                       | 39 | 9 | 7 | 4 | 3                    | 39 |

### Destinos internacionales
Se ofrece servicio a 65 destinos internacionales (29 estacionales), a cargo de 15 aerolíneas.
| Ciudades por países                                            | Nombre del aeropuerto                                  | Aerolíneas                                                                               |              |              |
| Norteamérica                                                   | Norteamérica                                           | Norteamérica                                                                             | Norteamérica | Norteamérica |
| -------------------------------------------------------------- | ------------------------------------------------------ | ---------------------------------------------------------------------------------------- | ------------ | ------------ |
| Estados Unidos (30 destinos [8 estacionales], 8 aerolíneas)    |                                                        |                                                                                          |              |              |
| Anchorage                                                      | Aeropuerto Internacional Ted Stevens Anchorage         | WestJet (Estacional)                                                                     |              |              |
| Atlanta                                                        | Aeropuerto Internacional Hartsfield-Jackson            | WestJet                                                                                  |              |              |
| Austin                                                         | Aeropuerto Internacional de Austin-Bergstrom           | WestJet (Estacional)                                                                     |              |              |
| Boston                                                         | Aeropuerto Internacional Logan                         | WestJet                                                                                  |              |              |
| Charlotte                                                      | Aeropuerto Internacional de Charlotte-Douglas          | American Airlines (Estacional)                                                           |              |              |
| Chicago                                                        | Aeropuerto Internacional O'Hare                        | American Airlines (Estacional) / American Eagle (Estacional) / United Airlines / WestJet |              |              |
| Dallas                                                         | Aeropuerto Internacional de Dallas-Fort Worth          | American Airlines                                                                        |              |              |
| Denver                                                         | Aeropuerto Internacional de Denver                     | United Airlines / United Express / WestJet (Estacional)                                  |              |              |
| Detroit                                                        | Aeropuerto Internacional de Detroit                    | WestJet (Estacional)                                                                     |              |              |
| Fort Lauderdale                                                | Aeropuerto Internacional de Fort Lauderdale-Hollywood  | WestJet                                                                                  |              |              |
| Houston                                                        | Aeropuerto Intercontinental George Bush                | United Airlines / WestJet                                                                |              |              |
| Las Vegas                                                      | Aeropuerto Internacional Harry Reid                    | WestJet                                                                                  |              |              |
| Los Ángeles                                                    | Aeropuerto Internacional de Los Ángeles                | WestJet                                                                                  |              |              |
| Mineápolis                                                     | Aeropuerto Internacional de Mineápolis-Saint Paul      | Delta Air Lines / WestJet (Estacional)                                                   |              |              |
| Nashville                                                      | Aeropuerto Internacional de Nashville                  | WestJet (Estacional)                                                                     |              |              |
| Newark                                                         | Aeropuerto Internacional Libertad de Newark            | Air Canada                                                                               |              |              |
| Nueva York                                                     | Aeropuerto Internacional John F. Kennedy               | WestJet                                                                                  |              |              |
| Nueva York                                                     | Aeropuerto LaGuardia                                   | American Airlines (Estacional)                                                           |              |              |
| Orlando                                                        | Aeropuerto Internacional de Orlando                    | WestJet                                                                                  |              |              |
| Orange Country                                                 | Aeropuerto John Wayne                                  | WestJet                                                                                  |              |              |
| Palm Springs                                                   | Aeropuerto Internacional de Palm Springs               | WestJet                                                                                  |              |              |
| Phoenix                                                        | Aeropuerto Internacional de Phoenix-Sky Harbor         | WestJet                                                                                  |              |              |
| Portland                                                       | Aeropuerto Internacional de Portland                   | WestJet Encore (Estacional)                                                              |              |              |
| Raleigh                                                        | Aeropuerto Internacional de Raleigh-Durham             | WestJet (Estacional)                                                                     |              |              |
| Salt Lake City                                                 | Aeropuerto Internacional de Salt Lake City             | Delta Connection                                                                         |              |              |
| San Diego                                                      | Aeropuerto Internacional de San Diego                  | WestJet                                                                                  |              |              |
| San Francisco                                                  | Aeropuerto Internacional de San Francisco              | United Airlines / United Express / WestJet                                               |              |              |
| Seattle                                                        | Aeropuerto Internacional de Seattle-Tacoma             | Alaska Airlines / WestJet (Estacional) / WestJet Encore                                  |              |              |
| Tampa                                                          | Aeropuerto Internacional de Tampa                      | WestJet                                                                                  |              |              |
| Washington D. C.                                               | Aeropuerto Internacional de Washington-Dulles          | United Airlines (Estacional) / WestJet (Estacional)                                      |              |              |
| México (11 destinos [7 estacionales], 2 aerolíneas)            |                                                        |                                                                                          |              |              |
| Cancún                                                         | Aeropuerto Internacional de Cancún                     | WestJet                                                                                  |              |              |
| Ciudad de México                                               | Aeropuerto Internacional de la Ciudad de México        | WestJet                                                                                  |              |              |
| Cozumel                                                        | Aeropuerto Internacional de Cozumel                    | WestJet (Estacional) (inicia el 20 de diciembre de 2025)                                 |              |              |
| Guadalajara                                                    | Aeropuerto Internacional de Guadalajara                | WestJet (Estacional) (inicia el 7 de diciembre de 2025)                                  |              |              |
| Huatulco                                                       | Aeropuerto Internacional de Bahías de Huatulco         | WestJet (Estacional)                                                                     |              |              |
| Ixtapa Zihuatanejo                                             | Aeropuerto Internacional de Ixtapa-Zihuatanejo         | WestJet (Estacional)                                                                     |              |              |
| Loreto                                                         | Aeropuerto Internacional de Loreto                     | WestJet (Estacional)                                                                     |              |              |
| Manzanillo                                                     | Aeropuerto Internacional de Manzanillo                 | WestJet (Estacional)                                                                     |              |              |
| Mazatlán                                                       | Aeropuerto Internacional General Rafael Buelna         | WestJet (Estacional)                                                                     |              |              |
| Puerto Vallarta                                                | Aeropuerto Internacional de Puerto Vallarta            | Flair Airlines (Estacional) / WestJet                                                    |              |              |
| San José del Cabo                                              | Aeropuerto Internacional de Los Cabos                  | WestJet                                                                                  |              |              |
| Tepic                                                          | Aeropuerto Internacional Amado Nervo                   | WestJet (Estacional) (inicia el 13 de diciembre de 2025)                                 |              |              |
| Tulum                                                          | Aeropuerto Internacional de Tulum                      | WestJet (Estacional)                                                                     |              |              |
| Centroamérica y El Caribe                                      |                                                        |                                                                                          |              |              |
| Bahamas (1 destino [estacional], 1 aerolínea)                  |                                                        |                                                                                          |              |              |
| Nasáu                                                          | Aeropuerto Internacional Lynden Pindling               | WestJet (Estacional)                                                                     |              |              |
| Belice (1 destino [estacional], 1 aerolínea)                   |                                                        |                                                                                          |              |              |
| Ciudad de Belice                                               | Aeropuerto Internacional Philip S. W. Goldson          | WestJet (Estacional)                                                                     |              |              |
| Costa Rica (1 destino, 1 aerolínea)                            |                                                        |                                                                                          |              |              |
| Liberia                                                        | Aeropuerto de Guanacaste                               | WestJet                                                                                  |              |              |
| Cuba (1 destino, 1 aerolínea)                                  |                                                        |                                                                                          |              |              |
| Varadero                                                       | Aeropuerto Juan Gualberto Gómez                        | WestJet                                                                                  |              |              |
| Jamaica (1 destino [estacional], 1 aerolínea)                  |                                                        |                                                                                          |              |              |
| Montego Bay                                                    | Aeropuerto Internacional Sir Donald Sangster           | WestJet (Estacional)                                                                     |              |              |
| Panamá (1 destino [estacional], 1 aerolínea)                   |                                                        |                                                                                          |              |              |
| Ciudad de Panamá                                               | Aeropuerto Internacional de Tocumen                    | WestJet (Estacional) (inicia el 13 de diciembre de 2025)                                 |              |              |
| República Dominicana (2 destinos [1 estacional], 1 aerolínea)  |                                                        |                                                                                          |              |              |
| Puerto Plata                                                   | Aeropuerto Internacional Gregorio Luperón              | WestJet (Estacional) (inicia el 14 de diciembre de 2025)                                 |              |              |
| Punta Cana                                                     | Aeropuerto Internacional de Punta Cana                 | WestJet                                                                                  |              |              |
| Asia                                                           |                                                        |                                                                                          |              |              |
| Corea del Sur (1 destino [estacional], 1 aerolínea)            |                                                        |                                                                                          |              |              |
| Seúl                                                           | Aeropuerto Internacional de Incheon                    | WestJet (Estacional)                                                                     |              |              |
| Japón (1 destino, 1 aerolínea)                                 |                                                        |                                                                                          |              |              |
| Tokio                                                          | Aeropuerto Internacional de Narita                     | WestJet                                                                                  |              |              |
| Europa                                                         |                                                        |                                                                                          |              |              |
| Alemania (2 destinos [1 estacional], 2 aerolíneas)             |                                                        |                                                                                          |              |              |
| Fráncfort                                                      | Aeropuerto de Fráncfort del Meno                       | Condor (Estacional) / Discover Airlines                                                  |              |              |
| Múnich                                                         | Aeropuerto Internacional de Múnich-Franz Josef Strauss | Discover Airlines(Estacional)                                                            |              |              |
| España (1 destino [estacional], 1 aerolínea)                   |                                                        |                                                                                          |              |              |
| Barcelona                                                      | Aeropuerto Josep Tarradellas Barcelona-El Prat         | Westjet (Estacional)                                                                     |              |              |
| Francia (1 destino, 1 aerolínea)                               |                                                        |                                                                                          |              |              |
| París                                                          | Aeropuerto de París-Charles de Gaulle                  | WestJet                                                                                  |              |              |
| Irlanda (1 destino [estacional], 1 aerolínea)                  |                                                        |                                                                                          |              |              |
| Dublín                                                         | Aeropuerto de Dublín                                   | WestJet (Estacional)                                                                     |              |              |
| Islandia (1 destino [estacional], 1 aerolínea)                 |                                                        |                                                                                          |              |              |
| Reikiavik                                                      | Aeropuerto Internacional de Keflavík                   | WestJet (Estacional)                                                                     |              |              |
| Italia (1 destino [estacional], 1 aerolínea)                   |                                                        |                                                                                          |              |              |
| Roma                                                           | Aeropuerto de Roma-Fiumicino                           | WestJet (Estacional)                                                                     |              |              |
| Países Bajos (1 destino, 1 aerolínea)                          |                                                        |                                                                                          |              |              |
| Ámsterdam                                                      | Aeropuerto de Ámsterdam-Schiphol                       | KLM                                                                                      |              |              |
| Reino Unido (2 destinos, 2 aerolíneas)                         |                                                        |                                                                                          |              |              |
| Edimburgo                                                      | Aeropuerto de Edimburgo                                | WestJet                                                                                  |              |              |
| Londres                                                        | Aeropuerto de Londres-Heathrow                         | Air Canada / WestJet                                                                     |              |              |
| Suiza (1 destino [estacional], 1 aerolínea)                    |                                                        |                                                                                          |              |              |
| Zúrich                                                         | Aeropuerto Internacional de Zúrich                     | Edelweiss Air (Estacional)                                                               |              |              |
| Oceanía                                                        |                                                        |                                                                                          |              |              |
| Estados Unidos Hawái (3 destinos [1 estacional], 1 aerolínea)  |                                                        |                                                                                          |              |              |
| Honolulu                                                       | Aeropuerto Internacional Daniel K. Inouye              | WestJet                                                                                  |              |              |
| Kahului                                                        | Aeropuerto de Kahului                                  | WestJet                                                                                  |              |              |
| Kailua                                                         | Aeropuerto Internacional de Kona                       | WestJet (Estacional)                                                                     |              |              |
| Total: 65 destinos (29 estacionales), 19 países, 15 aerolíneas |                                                        |                                                                                          |              |              |

## Estadísticas

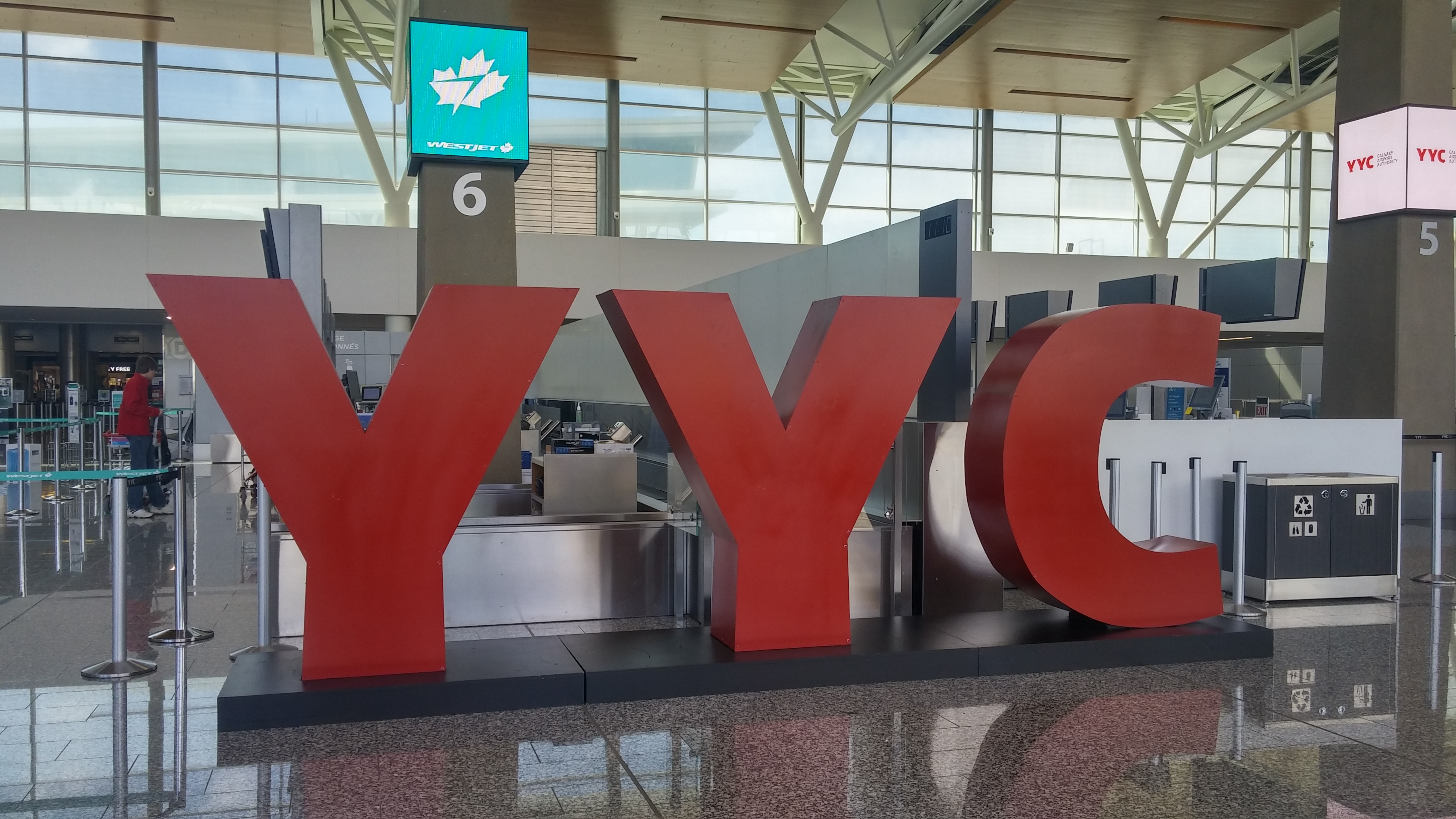
El signo de YYC.

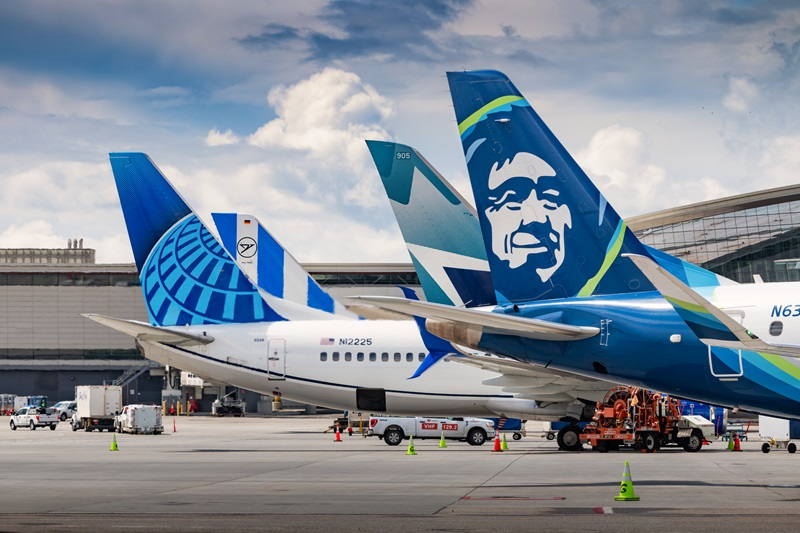
Sala E de la nueva Terminal Internacional.

En 2019, el Aeropuerto Internacional de Calgary fue nuevamente el cuarto aeropuerto más ocupado en Canadá en términos de número total de pasajeros atendidos, que fue de casi 18 millones. Este es otro año récord en volumen de pasajeros, superando el récord anterior establecido en 2018 en un 3.54%.
Del total para 2019, los viajeros con destino a destinos nacionales constituyeron el 69.7% de todo el tráfico de pasajeros, mientras que las personas que viajaron a Estados Unidos ascendieron al 19.6%, el 10.7% restante fue tráfico a destinos internacionales, excluyendo Estados Unidos.
Las operaciones de carga de YYC crecieron significativamente con 155,820 toneladas de carga moviéndose a través del aeropuerto, un aumento del 6.7% respecto al año anterior.

### Tráfico anual
Los volúmenes de pasajeros para el período 2010–presnte se proporcionan en la siguiente tabla: 
| Año  | Pasajeros  | Cambio      | Carga (kg) | Cambio      | Notas                    |
| ---- | ---------- | ----------- | ---------- | ----------- | ------------------------ |
| 2010 | 12,630,695 | Sin cambios | 120,000    | Sin cambios | [ 26 ] [ 27 ]            |
| 2011 | 12,770,988 | 1.1%        | 116,000    | 3.3%        | [ 27 ]                   |
| 2012 | 13,641,339 | 6.8%        | 119,000    | 2.6%        | [ 28 ] [ 29 ]            |
| 2013 | 14,316,074 | 4.9%        | 122,000    | 2.5%        | [ Nota 1 ] [ 28 ] [ 29 ] |
| 2014 | 15,261,108 | 6.6%        | 128,710    | 5.5%        | [ 28 ] [ 29 ]            |
| 2015 | 15,475,759 | 1.4%        | 134,695    | 4.6%        | [ Nota 2 ] [ 28 ] [ 30 ] |
| 2016 | 15,680,616 | 1.3%        | 137,255    | 1.7%        | [ 30 ] [ 31 ]            |
| 2017 | 16,275,862 | 3.8%        | 147,000    | 7.3%        | [ 32 ] [ 33 ]            |
| 2018 | 17,343,402 | 6.6%        | 146,000    | 0.7%        | [ 34 ]                   |
| 2019 | 17,957,780 | 3.5%        | 155,820    | 6.7%        | [ 34 ]                   |
| 2020 | 5,675,483  | 68.40%      | N/D        | N/D         | [ 34 ]                   |
| 2021 | 6,326,406  | 11.47%      | N/D        | N/D         | [ 34 ]                   |
| 2022 | 14,452,059 | 128.4%      | N/D        | N/D         | [ 34 ]                   |
| 2023 | 18,490,283 | 27.94%      | N/D        | N/D         | [ 35 ]                   |
| 2024 | 18,895,684 | 2.2%        | N/D        | N/D         | [ 36 ]                   |

Notas
1. ↑  Se convirtió en el tercer aeropuerto más ocupado de Canadá por primera vez, por delante del Aeropuerto Internacional de Montreal.
2. ↑  Se convirtió en el tercer aeropuerto más ocupado de Canadá por segunda vez, por delante del Aeropuerto Internacional de Montreal.

## Aeropuertos cercanos
Los aeropuertos más cercanos son:
- Aeropuerto del Condado de Lethbridge (186km)
- Aeropuerto Internacional de Cranbrook (215km)
- Aeropuerto Internacional de Edmonton (246km)
- Aeropuerto de Medicine Hat (263km)
- Aeropuerto Internacional Glacier Park (312km)